# David Walker (piloto)
David Walker (Sídney, 10 de junio de 1941- Queensland, 24 de mayo de 2024) fue un piloto de automovilismo australiano. Participó en 11 Grandes Premios de Fórmula 1.

## Carrera deportiva
El joven Dave Walker trabajaba como contador en Australia cuando unos amigos le introdujeron en el mundo del automovilismo. Walker participó en una carrera de montaña por diversión y disfrutó de su nueva actividad.
En 1962, Walker llegó a Gran Bretaña y con excesivo entusiasmo esperaba conseguir un contrato como piloto con Brabham, ya que el dos veces campeón del mundo de Fórmula 1, Sir Jack Brabham, era su compatriota. El joven recibió una mejor educación y tuvo que regresar a su país de origen sin haber logrado nada.
Ahora Walker empezó a planificar su carrera más seriamente. Condujo en varias categorías juveniles en Australia antes de regresar a Europa en 1966 y entrar en la Fórmula 3. Condujo durante dos temporadas en la Fórmula Ford en 1968 y 1969 y se convirtió en piloto oficial de Lotus en 1970 para competir con el equipo en la Fórmula 3 Británica. Ganó el Campeonato Lomback de 1970. En 1971 triunfó en los campeonatos Shell y Forward Trust (la Fórmula 3 británica se dividió en una serie de invierno y una de verano a principios de los años 1970) y se convirtió en tres veces campeón de la Fórmula 3 británica.
Estos éxitos le valieron a Walker un lugar en el equipo Lotus de Fórmula 1. Debutó en el Gran Premio de los Países Bajos en Zandvoort. Walker conducía el coche de turbina Lotus, el Lotus 56B con cuatro turbinas de gas de Pratt & Whitney. Walker solo estaba en el puesto 22 en el entrenamiento, pero el jefe de su equipo, Colin Chapman, vio una gran oportunidad para la carrera porque estaba lloviendo a cántaros: Escucha, Chapman le dijo a su recluta, hoy tienes la oportunidad de tu vida, puedes tener una para todos los tiempos. nombres. Pero sigue mis órdenes: tómatelo con calma en las primeras diez rondas. Entonces automáticamente avanzas. Chapman frunció el ceño y notó que Walker (sic) ya había adelantado a ocho autos en la quinta vuelta; Tenía pastillas de freno nuevas que aún no habían sido rodadas. Cuando Walker frenó 250 m antes de la curva de Tarzán, la turbina Lotus se deslizó directamente hacia la valla de malla. Chapman estaba enojado después de la carrera y Walker lamentó esta oportunidad perdida por el resto de su carrera.
Siguió una frustrante temporada de 1972 en el Lotus 72. Aunque Walker terminó quinto en la carrera fuera del Campeonato Mundial en Brasil, su compañero de equipo Emerson Fittipaldi se convirtió en Campeón Mundial y Walker no logró ni un solo punto en el Campeonato Mundial. Sólo terminó entre los diez primeros una vez. En España se quedó sin combustible a falta de tres vueltas, pero se clasificó noveno.
A finales de año perdió su contrato con Lotus. Siguió el descenso. En 1973 condujo la Fórmula 2 para GRD, nuevamente sin éxito. En 1974, Walker sufrió dos accidentes automovilísticos. Se rompió la mano una vez y la pierna en el segundo accidente.
Regresó en 1975, compitió en carreras de autos deportivos de 2 litros y condujo en la Fórmula 5000. En 1976 regresó a Australia para competir en la Fórmula Atlantic durante algunos años más.

## Resultados

### Fórmula 1
(Clave) (negrita indica pole position) (cursiva indica vuelta rápida)

| Año     | Equipo                 | 1       | 2      | 3     | 4       | 5      | 6      | 7       | 8       | 9       | 10  | 11  | 12      | 13  | 14  | Pos. | Puntos |
| ------- | ---------------------- | ------- | ------ | ----- | ------- | ------ | ------ | ------- | ------- | ------- | --- | --- | ------- | --- | --- | ---- | ------ |
| 1971    | Gold Leaf Team Lotus   | RSA     | ESP    | MON   | NED Ret | FRA    | GBR    | GER     | AUT     | ITA     | CAN | USA |         |     |     | NC   | 0      |
| 1972    | John Player Team Lotus | ARG DSQ | RSA 10 | ESP 9 | MON 14  | BEL 14 | FRA 18 | GBR Ret | GER Ret | AUT Ret | ITA | CAN | USA Ret |     |     | NC   | 0      |
| 1973    | Maki Engineering       | ARG     | BRA    | RSA   | ESP     | MON    | BEL WD | SWE WD  | NED     | FRA     | GBR | GER | AUT     | ITA | USA | NC   | 0      |
| Fuente: |                        |         |        |       |         |        |        |         |         |         |     |     |         |     |     |      |        |

## Vida personal
Murió en mayo de 2024. Tenía 82 años.